# Gsteig bei Gstaad
Gsteig bei Gstaad (fr. Gsteig, hist. Châtelet) – gmina (niem. Einwohnergemeinde) w Szwajcarii, w kantonie Berno, w regionie administracyjnym Oberland, w okręgu Obersimmental-Saanen.

## Demografia
W Gsteig bei Gstaad mieszka 981 osób. W 2020 roku 20,5% populacji gminy stanowiły osoby urodzone poza Szwajcarią.

## Transport
Przez teren gminy przebiega droga główna nr 142.